# Finnsjön (Kolsva socken, Västmanland)
Finnsjön är en sjö i Köpings kommun i Västmanland och ingår i Norrströms huvudavrinningsområde. Sjön är 3,9 meter djup, har en yta på 0,04 kvadratkilometer och är belägen 73 meter över havet.